# Вантажний тролейбус

Вантажний тролейбус «Комацу-Е685» в Італії (1940 рік)

Ванта́жний троле́йбус — вантажна автомашина з електродвигуном, що живиться струмом від підвісних контактних дротів.
Має різновид (дуо́бус) з додатковим двигуном внутрішнього згоряння, який без тролейбусної електромережі або на відстані від неї живиться бензиновим чи дизельним пальним (дизель-тролейвоз). Відомий також як тролейбус-вантажник, тролейвоз, тролейкар, ремонтник, електровантажівка, неформально як «тролейбус без вікон» та в містах Йошкар-Ола та Чебоксари як «колоша».
Тролейвози застосовували у промисловості: у гірництві та на будівництві для підвезення обладнання та товарів, у містах їх використовували для буксування несправних пасажирських тролейбусів, для надання техдопомоги та для ремонту тролейбусних електромереж.
Вантажні тролейбуси найбільше використовувалися в Росії, Україні і Казахстані, хоча свого часу були розповсюджені і в Німеччині, Італії та США. Головний період виробництва й застосування вантажних тролейбусів — 1930–1970-ті роки. Проте не всі вантажні тролейбуси промислово випускалися як такі: у воєнних 1940-х роках для заощадження бензину на тролейбуси переобладнували серійні самоскиди, тягачі та іншу вантажну техніку. У повоєнний час у таких машинах вже не було потреби, але їх можна було ще помітити на вулицях великих міст навіть у 1960–1970-ті роки.
Сьогодні[коли?] в Україні є близько 200 вантажних тролейбусів, зокрема: у Києві — майже 40 машин, у Донецьку — 15, в Одесі  — близько 25, у Черкасах — 3, у Львові — 7, у Хмельницькому — 2 В Одесі, Черкасах, Житомирі, Києві і Донецьку вантажні тролейбуси ще працюють. Проте сьогодні користуються ними рідко: переважна більшість із них списана через застарілість та невідповідність технічним нормам.

## Історія

### До Першої світової війни

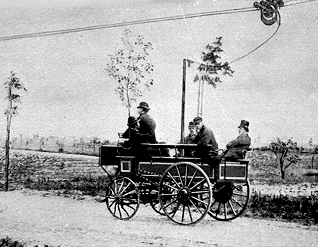
Машина на електричній тязі 1882 року, перший електромобіль у світі

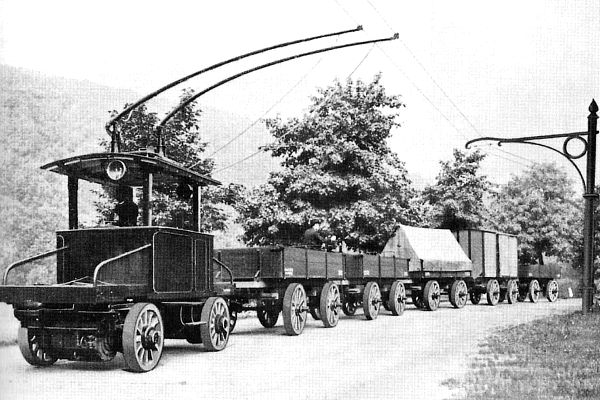
Вантажний поїзд-тролейбус безрейкової дороги Монгайм-Лангельфельд (1904–1908)

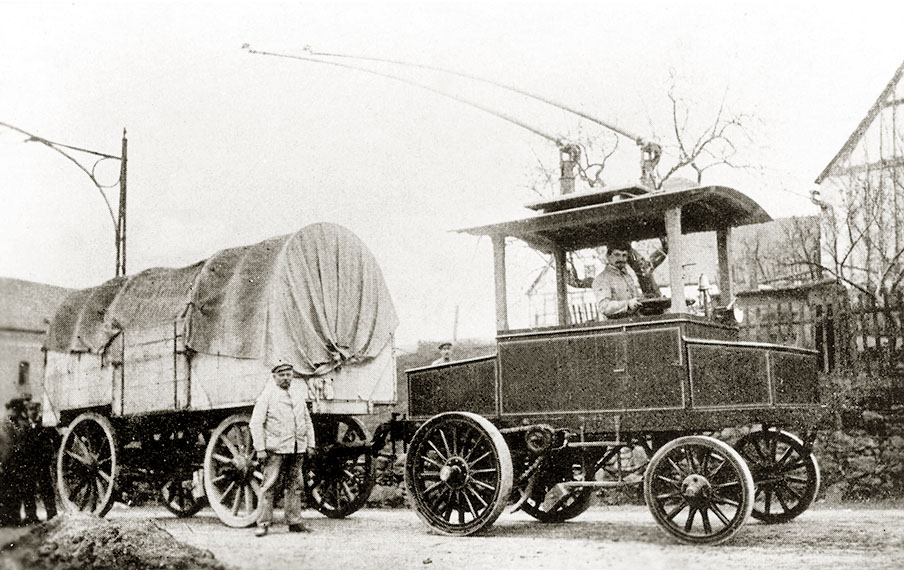
Вантажний тролейбус, що використовувався з 1905 по 1914 роки

З розробкою електромотора практично одразу почалися експерименти з його використання: 29 квітня 1882 року перший електромобіль уже їздив 540-метровою випробувальною ділянкою в районі Галензее біля Берліна. Електрика для цієї машини постачалася двома контактними лініям з напругою 550 В постійного струму, а струм, що отримувався за допомогою контактної щогли, до якої кріпився рухомий візок, живив електромотор потужністю у 2,2 кВт.
Подальший розвиток технології являв собою розробку контактних тролей із ковзаючими перекладками. Уперше метод був випробуваний у Кьонігштайні (Саксонська Швейцарія), 10 липня 1901 року інженером Максом Шіманом було запущено лінію довжиною 2,8 км біля Кьонігштайна, а вже 1904 запрацювала лінія потягів-тролейбусів (нім. Gleislosen Bahn).
Між роками 1903 і 1907 вантажні тролейбуси використовувалися на лінії Kalkbahn Grevenbrück (зараз Леннештадт). Лінія використовувалася виключно для транспортування вапняку з каменярні до найближчої залізничної станції Гревенбрюк, її довжина становила 1,5 км, а крутизна схилів часто сягала 4%. Але із закриттям каменярні лінія вантажних тролейбусів також була закрита. Ще одна лінія в Гревенбрюці, Veischedetalbahn, також в ранні роки свого існування, крім пасажирів, перевозила вантажі.
З 1904 по 1908 роки в Рейнланді існувала безрейкова дорога Монгайм-Лангенфельд, яку використовували як для перевезення пасажирів, так і для перевезення вантажів. Проте через швидке руйнування шляхового покриття важкими вантажівками, через чотири роки роботи лінія була замінена залізницею, яка і досі зберігається у місті Монгайм-ам-Райн.
У Вурцені з 1905 по 1929 роки працювала лінія перевезення вантажів Industriebahn Wurzen. Між 1905 і 1914 вантажні тролейбуси стали засобом обслуговування млинів на трасі Mühlenbahn Großbauchlitz (зараз у Дебельні). На маршруті в Альтоні (зараз район Гамбурга) з 1911 по 1949 роки вантажні тролейбуси-потяги курсували між гаванню на Ельбі та центральними районами Альтони, зокрема мерією: тут працювало чотири машини, які для збільшення обсягів перевезень замінили коней.
З другого десятиліття 20-го століття вантажні тролейбуси використовувалися і за межами Німеччини, зокрема в Австрії з 1918 по 1922 роки.

### До Другої світової війни
З початком 1930-х років перші моделі почали з'являтися і в СРСР, ці машини були перероблені на вантажні платформи та сконструйовані зі застарілих ярославських пасажирських тролейбусів «ЯТБ», зазвичай вони використовуватися для технічної допомоги. Проте сфера використання тролейвозів розширялася з кожним роком, — згодом їх планувалося використовувати і у місцях, де не було контактних мереж.

Вантажний тролейбус ЯТБ-4.
(1938 р.)

З кінця 1930-х років за ініціативою директора Другого московського тролейбусного парку І. С. Єфремова були створені перші в країні серійні вантажні тролейбуси, до яких було вмонтовано додаткові комплекти акумуляторів і набагато довші тролеї, ніж у пасажирських, що й дозволило цим машинам відхилятися від контактної електромережі на 6-7 метрів. У такому вигляді ці моделі працювали в Москві до 1955 року, а в інших містах СРСР використовувалися і до 1957 року.
У 1938 році в Італії побудовано тролейбусну систему, що сполучала Валтеннінську ГЕС та місто Мілан — і в будівництві гребель було задіяно 20 «рогатих» вантажівок, які підвозили пісок, бетон і цемент. Ця система працювала понад 25 років, а контактні лінії досі живляться струмом.
В 1939 році Ярославський моторний завод випустив новий серійний вантажний тролейбус «ЯТБ-4», а вже в 1941 його змінили нові моделі: «ЯТБ-4А» і «ЯТБ-5» — вагою по 8 тонн і з максимальною швидкістю 40 км/год.

### Після Другої світової війни
Наступним етапом у розвитку вантажних тролейбусів після Другої світової війни стало створення дуобусів — тролейбусів, що крім електродвигуна мали і двигун внутрішнього згоряння. Такі тролейбуси-вантажівки (тролеї стали кріпити і на звичайні вантажівки типу ЗІЛ, МАЗ, БелАЗ тощо) могли відхилятися від контактних ліній навіть на 11 метрів.
Подібними експериментами із насадженням тролей на вантажівки зайнявся Сокольницький вагоноремонтний завод (СВАРЗ), але вантажні тролейбуси випускалися на цьому заводі лише поодиноко. Під керівництвом СВАРЗу був випущений і перший вантажний тролейбус фургонного типу, в якому було чотири вікна та двомісна кабіна. Понад двісті цих машин працювало у Москві, 140 у Мінську, 90 у Києві. У цих електромашин були дві паралельні системи дротів.
У 1952 році було створено електросамоскид, вид вантажного транспорту, виготовлений на базі МАЗ-525 і МАЗ-205, який значно підвищив економічність роботи самоскидів типу МАЗ. У такому самоскиді-тролейбусі були два тролейбусні електродвигуни типу ДК-202 із загальною потужністю 170 кВт і з чотирма контактними панелями. Працював такий самоскид як і звичайний тролейбус: він рухався за допомогою двох натягнутих тролей і контактних ліній — а таке нововведення дало значну економію дизельного палива. Інші характерні риси такого типу машин — це гідропідсилювач керма та підйомний пристрій самоскидної платформи. Загальна маса цієї вантажівки становила майже 25 тонн, а максимальна швидкість — до 45 км/год.

Вантажний тролейбус на базі КрАЗ-219

У 1961 році в інституті УкрНДІПроект на базі вантажівки КрАЗ-219 був розроблений дизель-тролейвоз ДТУ-10 з двома електромоторами потужністю 172 кВт. Деякий час цей тролейвоз працював на лінії «Сімферополь-Ялта», але згодом знову був перероблений на вантажівку.

Одна з перших моделей вантажного тролейбуса КТГ (фото 1960-х років)

Подібна модель, побудована в 1964 році під назвою «дизель-тролейвоз», отримала індекс «БелАЗ-7524-792». Цей дуобус збирався на "БелАЗ"і: він працював як від дизельного двигуна, так і від електромоторів; важив 20 тонн і мав вантажопідйомність до 65 тонн. У 1965 році почалося випробування таких машин : вони перевозили пісок у режимі дизелю, а у найближчих містах Білорусі рухалися в режимі тролейбуса.
Практично одночасно у штаті Каліфорнія у 1956 році Riverside Cement Company закупила чотири подібні 30-тонних дуобуси-вантажівки для перевезення рідкого цементу. У них були по дві гальмівні системи, що знизило максимальну швидкість з 35 до 17 км/год. У дизельному режимі працювала лише одна система, — а швидкість в дизельному режимі збільшувалася до 29 км/год. Лінії напруги мали напругу в 550 В, а генератор — у 24 В (для порівняння — у тролейбуса Шкода-ТР14 — 32 В, а ЕлектроЛАЗ-183 — 40 В).
У СРСР у 1968 році були побудовані ще два електросамоскиди, проте держкомісія визнала цей транспорт і його використання нецільовим: у каменярнях і кар'єрах увесь час доводилось переносити контактні лінії з місця на місце, що негативно впливало на ефективність його роботи. Оскільки постійно переносити лінії було важко, машини перестали використовуватись.

Тролейвоз «ЗІС».
(фото 1960-х років)

До 1971 року на СВАРЗі виготовили близько 420 вантажних тролейбусів (звичайних вантажних або тролейбусів техдопомоги) і 55 штук «рогатих» вантажівок (здебільшого це було зроблено для економії бензину). Останні з них списано у 1993 році.
З 1964 року випускався вантажний тролейбус «ТГ-3М», широко розповсюджений в Україні, Білорусі і Росії. Цей тролейвоз було скомплектовано з таких агрегатів: радіатор з «ГАЗ-51», колеса від «МАЗ-200», електропостачанням від тролейбуса «МТБ-82Д» і мотор «ДК-207», що мав потужність 95 кВт. Важив він приблизно 12 тонн, і його максимальна швидкість сягала 45-50 км/год. Понад 200 з них працювало у Москві, 140 у Мінську і 90 у Києві. Їх списано понад 15 років тому: останній «вирушив на пенсію» у 1993 році. Зараз більшість цих стоять покинуті на вулицях або у депо міст, деякі із них використовуються як сараї або склади для збереження товарів при наявності ринків поблизу.
У 1970-х роках ініціативу СВАРЗу підхопив Київський завод електротранспорту (КЗЕТ) в Україні і випустив значну кількість вантажних тролейбусів, зокрема поливальні вантажівки, самоскиди, техдопоміжники і навіть тягачі. Проте ці машини переважно випускалися невеликими партіями і не зазнали широкого використання.

### Сучасність

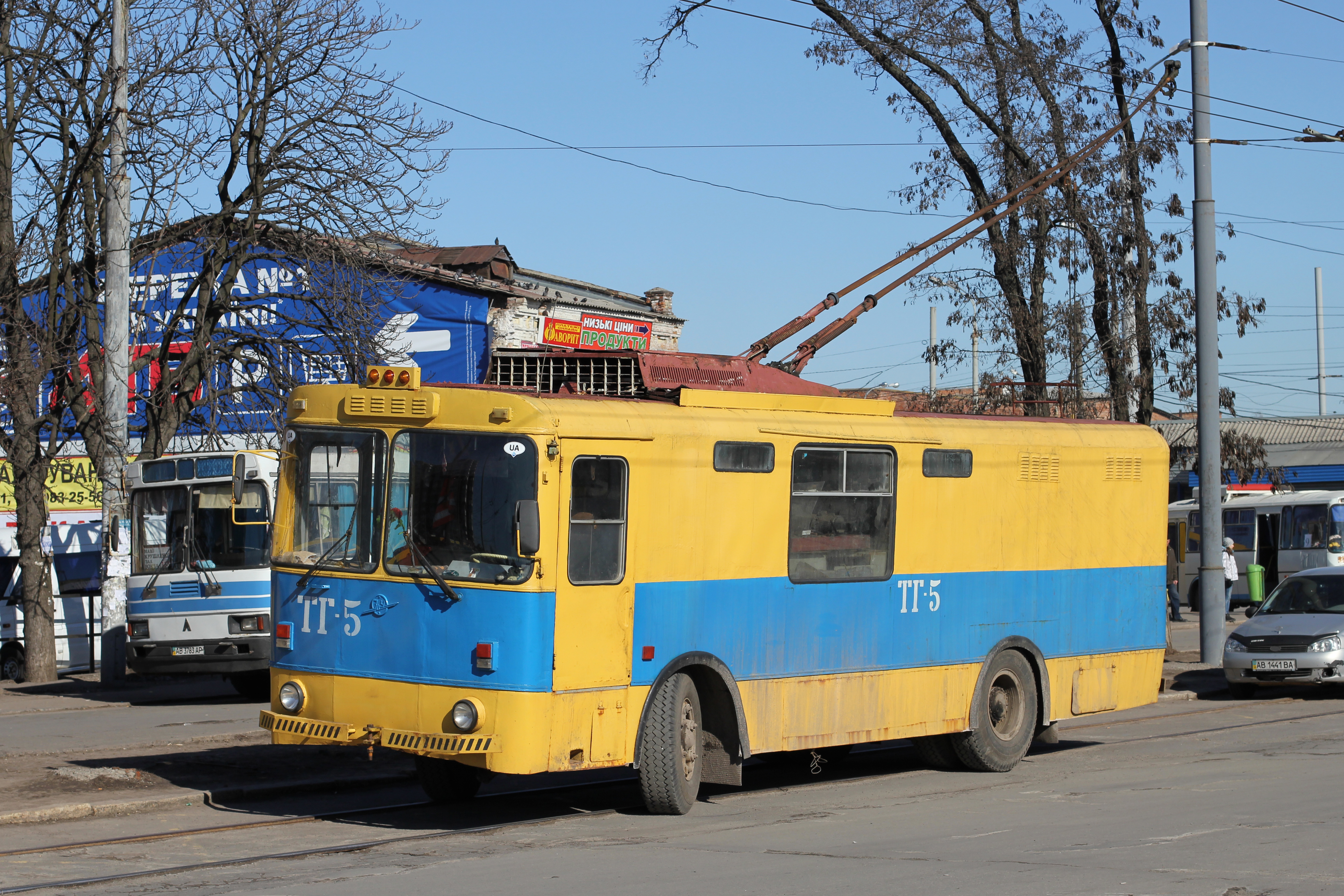
Ремонтник у Вінниці, 2013 р.

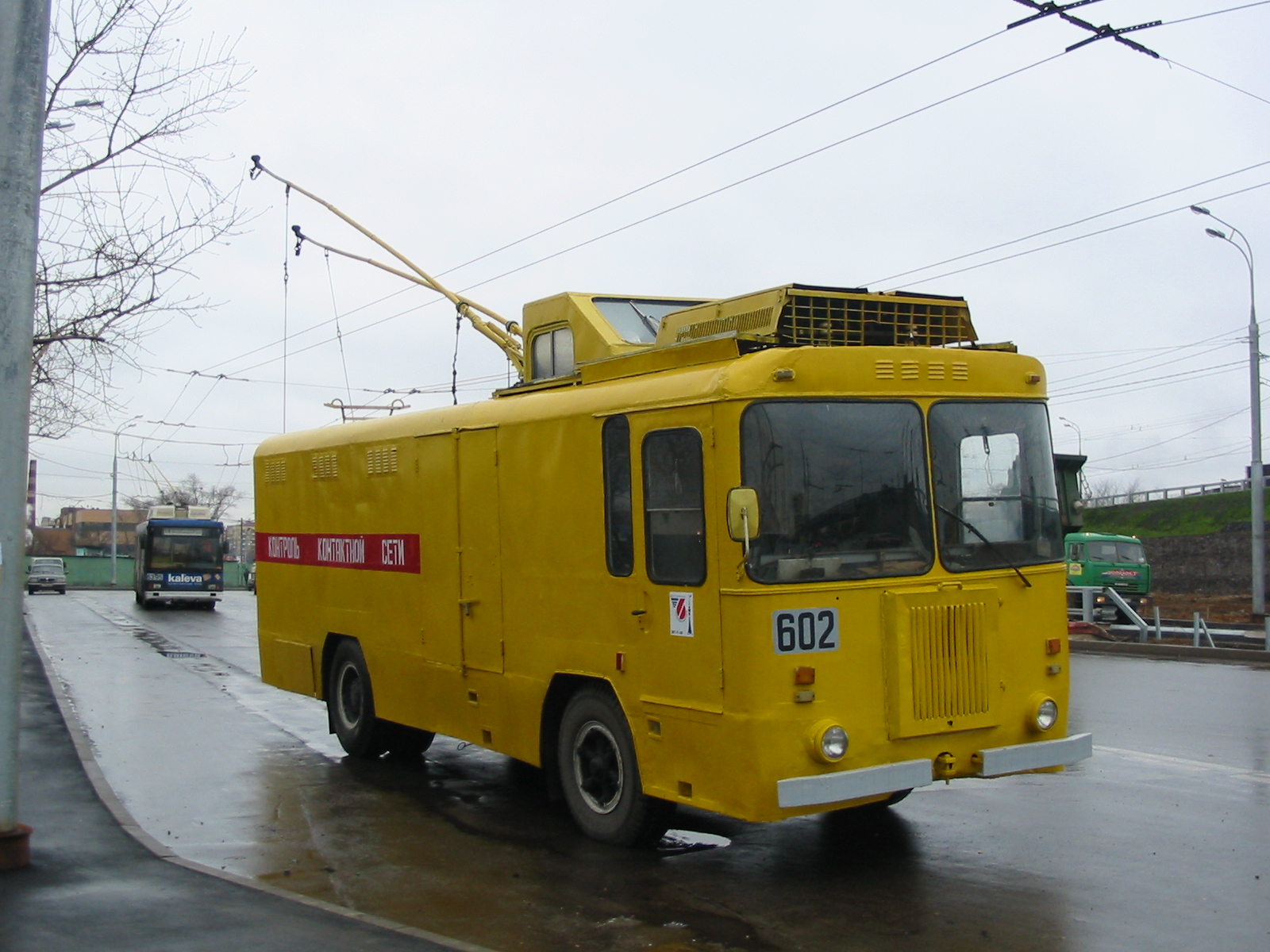
Ремонтник 602 2004-11

З 1980-х років виробництво тролейбусів-вантажівок і тролейбусів-ремонтників припинилося. Проте майже через 30 років виробництво дизель-тролейвозів на Білоруському автозаводі було відновлене: тоді було виготовлено невеликі партії оновлених дизель-тролейвозів на оновленій базі самоскидів БелАЗ-75191. Ці моделі проходили випробування у 1988 році у місті Рудний у руднику Соколівсько-Сабайському гірничо-видобувного комплексу.
На нинішній день вантажні тролейбуси і тролейкари-ремонтники вже давно не випускаються: значна частина їх простоюють у депо або стоять покинуті. Потреба у цих тролейбусах незначна, але усе ж існує; усі ремонтники значно застаріли, деяким по 60 і більше років. Нещодавно за модернізацію «тролейбусів без вікон» узявся Київський завод електротранспорту і Московський тролейбусно-ремонтний завод.
Деякі вантажні тролейбуси в Україні усе ще на ходу: у Києві, Одесі, Житомирі, Черкасах, Донецьку, Сімферополі і до 2000 року у Львові їздили «КТГ-1». В країнах СНД, наприклад, у Казахстані, їх досі використовують для перевезення чаю через гори; інші служать як сараї або склади для приладів технічної допомоги на контактних лініях.
Поза Європою вантажні тролейбуси донедавна використовувалися у Намібії з 1986 по 2002 рік. Вони виконували різні допоміжні функції: підвозили матеріали та обладнання до шахт, буксували техніку до будівельних майданчиків, працювали на уранових рудниках. Усього на лінії працювало 11 «рогатих» вантажівок моделі цих вантажівок «Комацу Е711».
Зокрема у США також донедавна застосовувалися «рогаті» вантажівки у штаті Невада, які виконували різні функції біля шахти Голдстрайк. Ці електровантажівки моделі «Комацу Е685» були особливо важкі: важили по 160 тонн та з вантажопідйомністю до 190 тонн. Загалом лінія була приблизно 5 кілометрів завдовжки (станом на жовтень 1994 року) і служила до 2001 року, поки комісія не ухвалила рішення «списати» контактну лінію на початку 2001 року.

## Моделі

### «КТГ»
| Технічні характеристики                                                        | Технічні характеристики        |
| ------------------------------------------------------------------------------ | ------------------------------ |
| Розміри вантажного відсіку — довжина — ширина — висота — площа підлоги — об'єм | 7-8 м 2,4 м 198 см 17 м² 34 м³ |
| Дверні отвори (кабіна) — ширина — висота                                       | 141 см 173 см                  |
| Вантажопідйомність                                                             | 8 тонн                         |
| Мінімальний радіус повороту                                                    | 12 м                           |
| Маса заправленого дизелем тролейбуса                                           | 10 тонн                        |
| Максимальна швидкість                                                          | 60 км/год                      |
| Повний виверт керма                                                            | 5 обертів вліво 4,5 управо     |
| Місткість паливного бака                                                       | 150 л                          |
| Витрати палива                                                                 | 40 л/100 км                    |
| Паливо                                                                         | бензин                         |

#### «КТГ-1»

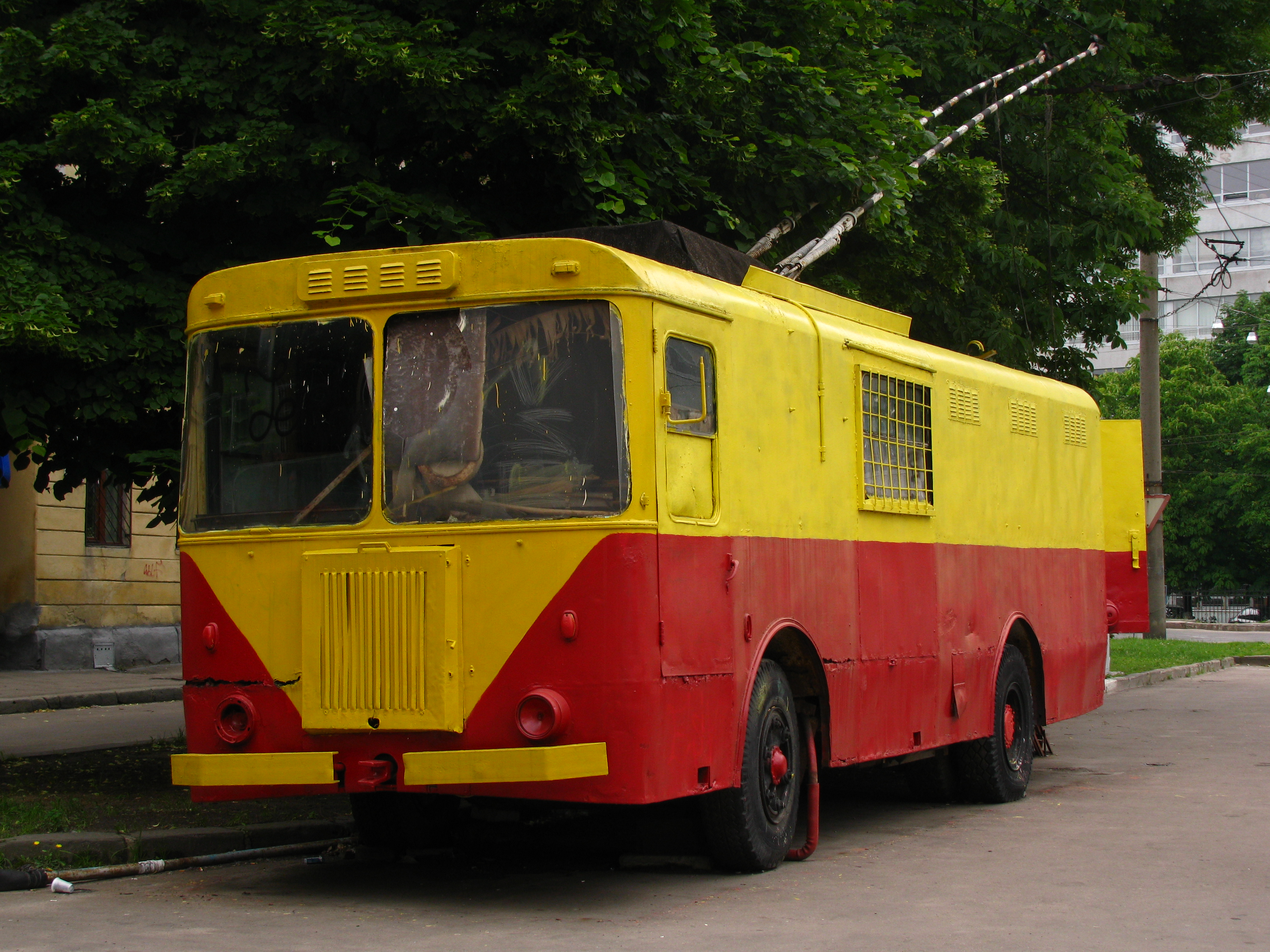
КТГ-1 у Львові

«КТГ-1», або просто «КТГ» (рос. Киевский тролейбус грузовой) — один із видів вантажних тролейбусів з дизельним двигуном, який випускався у 1970-х—1980-х роках. Мета його застосування — надання техдопомоги або перевезення харчових товарів.
Тролейбус КТГ-1 — вагонного типу завдовжки 9 м, має лише 6 вікон: із них чотири в кабіні та два у вантажній частині (через що він отримав прізвисько «тролейбус без вікон»). Тролейбус повністю обшитий металевим листом, доволі низький — лише 2 метри заввишки. Об'ємом більш ніж 8 кубометрів для вантажу, дерев'яна підлога забезпечує незміщення вантажу усередині тролейбуса, його вантажна частина освітлюється низьковольтними лампами і вентилюється через жалюзі. Має троє дверей: двоє у кабіні, одні для відкриття кузова вантажного тролейбуса, але двері не механічні, а розсувні. На машині є пісочниці з пневматичним приводом і пристрої для посипання задніх коліс, які запускаються водієм важелями на панелі керування. Панель має спідометр (з позначкою максимальною швидкості «60 км/год») та перемикачі посипання піску, поворотів, увімкнення фар і клаксон.
У місті Алмати тролейбуси «КТГ-1» протягом майже 20 років перевозили напої для крамниць. Інші моделі «КТГ» використовувалися на території України і Росії як ремонтники: із них понад 130 є в Україні. Деякі використовуються і досі як склади і сараї, ті що досі на ходу виконують функції переїзних їдалень для робочих або для ремонтних робіт. Зрідка — для перевезення легких вантажів.

#### «КТГ-2»

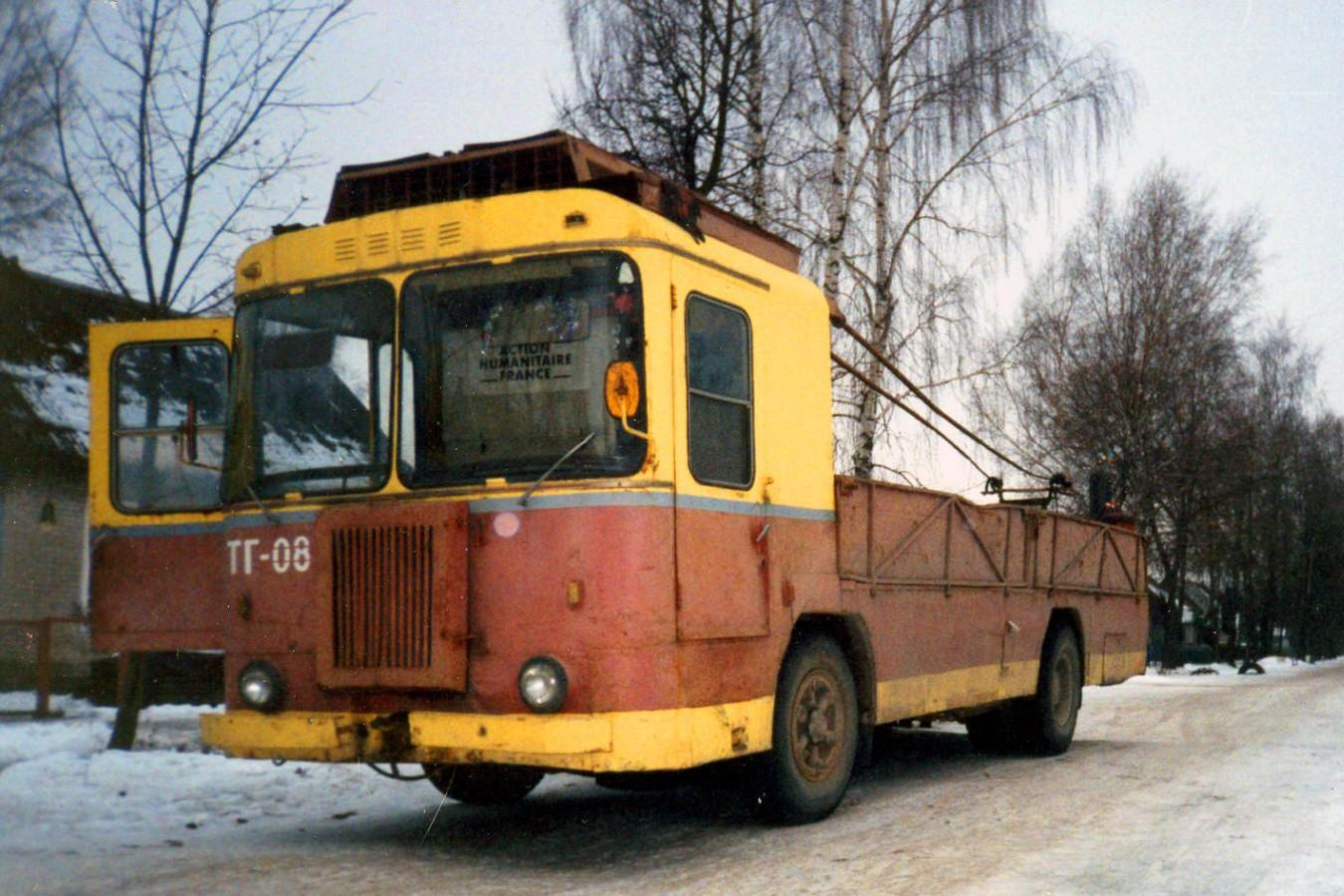
Вантажник КТГ-2 у Брянську. Вже не на ходу. 2005 рік

Тролейбуси «КТГ-2» відрізнялися за технічною характеристикою від своїх попередників «КТГ-1» хіба тим, що у них відкритий кузов для перевезення більш важких матеріалів. Висота тролейбуса КТГ-2 — 2 метри, максимальна швидкість 60 км/год, кількість дверей — 2. Такі тролейбуси були досить розповсюджені у Росії, Україні і Казахстані — і більше використовувалися ніж «КТГ-1». Як і КТГ-1, вони мали дизельний двигун, місткість їхнього паливного бака становила 150 літрів. Працюють на бензині «А-67» і «А-80».
У місті Йошкар-Ола і Чебоксари вантажних тролейбусів типу «КТГ» прозвали «колоша». «КТГ-2» у Йошкар-Олі, який простоював у депо до кінця 1980-х років (поки з нього не зняли тролеї і зробили звичайною вантажівкою), і певний час їздив з номером депо — № 14; у 1990 році йому присвоєно номер звичайного автомобіля. Ця майже 50-річна «вантажівка» й досі їздить містами Росії, виконуючи функції міської вантажівки. Крім того, цю ж «колошу» бачили у Москві та в Нижньому Новгороді.

#### Інші КТГ
У 1960-х—1980-х роках випускалися й інші, менш відомі моделі «КТГ»:

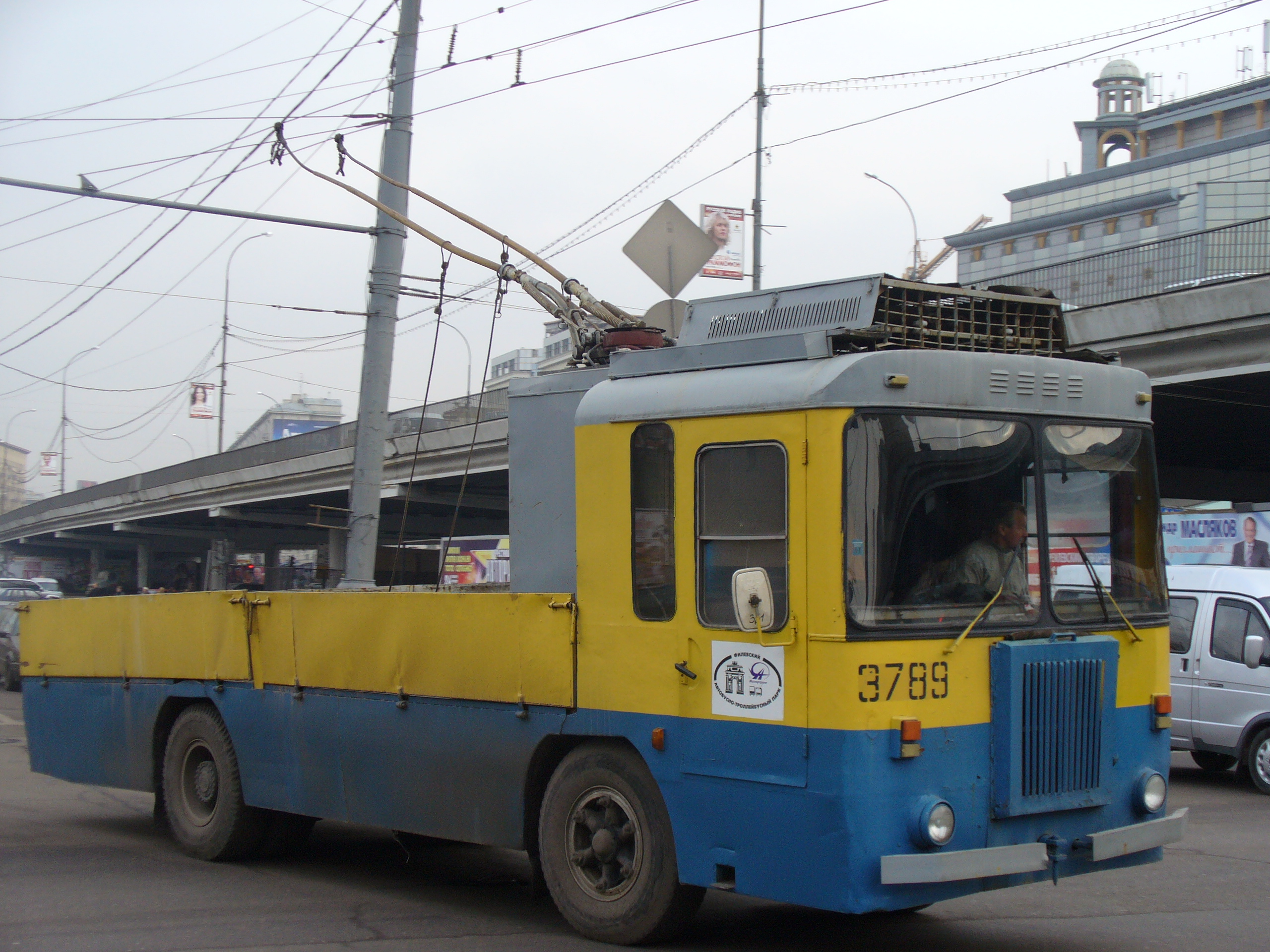
Вантажний тролейбус «КТГ-2»

- «КТГ-4» — тролейвоз із закритим кузовом, працював як їдальня на колесах. За деякими даними, він випускався у 1982 році;[11]
- «КТГ-5» — тролейвоз техдопомоги. Довжина — 9 метрів. Максимальна швидкість — 46 км/год;
- «КТГ-6» — тролейвоз-поливальник;
- «КТГ-7» — сідельний тягач, серійно не випускався;
- «КТГ-8» — тролейвоз-рефрижератор;
- «КТГ-9» — тролейвоз-самоскид.

### Інші моделі
- «ТБУ-2» і «ТБУ-3» — випускалися у 1956–1959 роках на заводі імені Урицького, у 1961–1970 на СВАРЗі[12]
- «ЯТБ-вантажний» — Ярославльський тролейбус, випускався з 1937 року по кінець 1940-вих. Зазвичай вантажні ЯТБ — це перероблені застарілі пасажирські тролейбуси, переобладнані на вантажні.[13] Довжина — 10 метрів. Максимальна швидкість — 40 км/год.
- «Коматсу-Е» — тип тролейних вантажівок, що застосовувалися у роботах у США й Африці протягом 1940-вих до 2001 року. «Коматсу» — дуже потужні вантажівки, їхня вага сягає 160 тонн, у свою чергу їхня вантажопід'ємність  досягає майже 200 тонн. Максимальна швидкість цих машин — 22 миль/год що є ~ 35 км/год.

## Використання КТГ в Україні
| Місто України                                   | К-кість КТГ-1 (списано) | К-кість КТГ-2 (списано)                    | К-кість КТГ-4 (списано)                          | К-кість КТГ-6 (списано) | Разом (списано) |
| Алчевськ (Алчевський тролейбус)                 | 1 (0)                   | 0 (0)                                      | 0 (0)                                            | 0 (0)                   | 1 (0)           |
| Біла Церква (Білоцерківський тролейбус)         | 4 (2)                   | 0 (0)                                      | 0 (0)                                            | 0 (0)                   | 4 (2)           |
| Вінниця (Вінницький тролейбус)                  | 2 (0)                   | 5 (5)                                      | 0 (0)                                            | 1 (1)                   | 8 (6)           |
| Горлівка (Горлівський тролейбус)                | 1 (1)                   | 0 (0)                                      | 0 (0)                                            | 0 (0)                   | 1 (1)           |
| Дніпро (Дніпровський тролейбус)                 | 5 (0)                   | 4 (1)                                      | 0 (0)                                            | 0 (0)                   | 9 (1)           |
| Донецьк (Донецький тролейбус)                   | 7 (2)                   | 5 (1)                                      | 0 (0)                                            | 0 (0)                   | 12 (3)          |
| Житомир (Житомирський тролейбус)                | 0 (0)                   | 2 (0)                                      | 0 (0)                                            | 0 (0)                   | 2 (0)           |
| Запоріжжя (Запорізький тролейбус)               | 3 (0)                   | 2 (1)                                      | 0 (0)                                            | 0 (0)                   | 5 (1)           |
| Івано-Франківськ (Івано-Франківський тролейбус) | 1 (0)                   | 0 (0)                                      | 0 (0)                                            | 0 (0)                   | 1 (0)           |
| Київ (Київський тролейбус)                      | 28 (28)                 | 4 (2)                                      | 0 (0)                                            | 0 (0)                   | 32 (30)         |
| Кропивницький (Кропивницький тролейбус)         | 0 (0)                   | 1 (1)                                      | 0 (0)                                            | 0 (0)                   | 1 (1)           |
| Краматорськ (Краматорський тролейбус)           | 1 (0)                   | 0 (0)                                      | 0 (0)                                            | 0 (0)                   | 1 (0)           |
| Кременчук (Кременчуцький тролейбус)             | 2 (0)                   | 0 (0)                                      | 0 (0)                                            | 0 (0)                   | 2 (0)           |
| Кривий Ріг (Криворізький тролейбус)             | 4 (0)                   | 0 (0)                                      | 0 (0)                                            | 0 (0)                   | 4 (0)           |
| Луганськ (Луганський тролейбус)                 | 1 (0)                   | 0 (0)                                      | 0 (0)                                            | 0 (0)                   | 1 (0)           |
| Луцьк (Луцький тролейбус)                       | 2 (2)                   | 1 (1)                                      | 0 (0)                                            | 0 (0)                   | 3 (3)           |
| Львів (Львівський тролейбус)                    | 3 (0)                   | 0 (0)                                      | 1 (1 — зняті тролеї і вийшов з ладу у 2001 році) | 0 (0)                   | 4 (1)           |
| Макіївка (Макіївський тролейбус)                | 1 (0)                   | 0 (0)                                      | 0 (0)                                            | 0 (0)                   | 1 (0)           |
| Маріуполь (Маріупольський тролейбус)            | 2 (0)                   | 1 (0)                                      | 0 (0)                                            | 0 (0)                   | 3 (0)           |
| Миколаїв (Миколаївський тролейбус)              | 0 (0)                   | 2 (1)                                      | 0 (0)                                            | 0 (0)                   | 2 (1)           |
| Одеса (Одеський тролейбус)                      | 2 (1)                   | 2 (1)                                      | 3 (1)                                            | 2 (0)                   | 9 (3)           |
| Полтава (Полтавський тролейбус)                 | 1 (0)                   | 0 (0)                                      | 0 (0)                                            | 0 (0)                   | 1 (0)           |
| Рівне (Рівненський тролейбус)                   | 1 (1)                   | 0 (0)                                      | 0 (0)                                            | 0 (0)                   | 1 (1)           |
| Севастополь (Севастопольський тролейбус)        | 3 (3)                   | 1 (1)                                      | 0 (0)                                            | 0 (0)                   | 4 (4)           |
| Сєвєродонецьк (Сєвєродонецький тролейбус)       | 2 (1)                   | 1 (1)                                      | 0 (0)                                            | 0 (0)                   | 3 (2)           |
| Суми (Сумський тролейбус)                       | 1 (2)                   | 1 (1)                                      | 1 (1)                                            | 0 (0)                   | 5 (4)           |
| Тернопіль (Тернопільський тролейбус)            | 1 (1)                   | 2 (2)                                      | 0 (0)                                            | 0 (0)                   | 3 (3)           |
| Харків (Харківський тролейбус)                  | 5 (1)                   | 0 (0)                                      | 0 (0)                                            | 0 (0)                   | 5 (1)           |
| Хмельницький (Хмельницький тролейбус)           | 1 (0)                   | 0 (0)                                      | 1 (0) (рухома їдальня)                           | 0 (0)                   | 2 (0)           |
| Черкаси (Черкаський тролейбус)                  | 2 (0)                   | 0 (0)                                      | 1 (0)                                            | 0 (0)                   | 3 (0)           |
| Чернівці (Чернівецький тролейбус)               | 1 (1)                   | 1 (1 —перероблений на пасажирський у 1996) | 0 (0)                                            | 0 (0)                   | 2 (2)           |
| Чернігів (Чернігівський тролейбус)              | 4 (2)                   | 1 (1) (демонтовано тролеї)                 | 0 (0)                                            | 0 (0)                   | 5 (3)           |
| Крим (Кримський тролейбус)                      | 4 (3)                   | 2 (1)                                      | 0 (0)                                            | 0 (0)                   | 6 (4)           |
| в Україні                                       | 96 (59)                 | 37 (21)                                    | 6 (2)                                            | 3 (1)                   | 145 (86)        |

## Використання тролейвозів та електровантажівок за межами СРСР
1. США. У Сполучених Штатах Америки вантажні тролейбуси працювали з 1939 по 2001 рік. Найчастіше тролейбуси або вантажівки на електромоторах застосовувалися у гірництві, видобуванні корисних копалин та у ремонтних роботах на дорогах. Їх було задіяно у чотирьох штатах:
  - Мічиган — тролейні 18—20-тонні ватажівки-самоскиди використовувалися у гірничих роботах у Міжнародній сольовій копальні з 1939 по 1964 рік. Контактні лінії з копальні були прокладені до найближчих міст.
  - Нью-Мексико — з 1967 року електровантажівки брали участь у гірничих роботах у копальні Ель-Чіно.
  - Каліфорнія — 27-тонні тролейні вантажівки брали участь у будівельних роботах з 1956 по 1971 рік.
  - Невада — як вантажівки, так і звичайні вантажні тролейбуси, використовувалися у ремонтних роботах з 1986 по 2001 рік.
2. Швейцарія — вантажівки-тролейбуси працювали на греблях біля Гюменена і Мюлемберга протягом 1918–1922 років[18].
3. Італія — використовувалися при конструюванні гребель Сан-Джакомо (1940–1950) і Канкано (1952–1956). Загалом були у використанні з 1938 по 1962 рік.
4. Австрія — використовувалися у Сан-Ламбрехті компанією Нобел Індастріз на динамітній фабриці з 16 листопада 1945 по 21 квітня 1951 року[19][20]. Після Другої світової війни деякі вантажівки були покинуті або перероблені на пасажирські трамваї, що досі їздять у Капфенберзі.
5. Канада — вантажні тролейбуси були задіяні на залізорудних копальнях Квебеку з 1970 по 1977 рік, допоки не були виснажені запаси заліза і копальні закрили[21].
6. ПАР — задіяні у шахтах з видобутку міді у 1980 році[22].
7. Замбія — задіяні у Консолідованій мідєвидобувній шахті Нчанга з 1983 по 1988 рік[23].
8. Намібія — працювали на уранових рудниках у 1986–2001 роках.
9. Болгарія — українські КТГ-1 працювали у Плевені у 1987 році. Тепер КТГ-1 відправили «на пенсію» у депо[24].

## Ресурси Інтернету
1. Історія Московських тролейбусів [Архівовано 12 серпня 2010 у Wayback Machine.]. Короткий курс історії тролейбусів Москви, 2005 рік. (рос.)
2. Метроблог — історія вантажних тролейбусів і тролейбвозів [Архівовано 20 квітня 2010 у Wayback Machine.] metroblog.ru, 2008 рік (рос.)
3. Тролейбуси КТГ-1 (рос.)
4. Автогазета[недоступне посилання з червня 2019] (рос.)
5. Одесса на колёсах [Архівовано 30 вересня 2008 у Wayback Machine.] (рос.)
6. Харьков транспортный [Архівовано 7 грудня 2009 у Wayback Machine.] (рос.)
7. кілька картинкок з вантажними тролейбусами. Архів оригіналу за 30 червня 2013. Процитовано 4 березня 2009. (рос.)
8. Мосгостранс (рос.)
9. фотографії різних типів тролейбусів, а також декількох вантажних [Архівовано 19 травня 2007 у Wayback Machine.]
10. Дещо про вантажні тролейбуси на Samara.info.com [Архівовано 19 травня 2009 у Wayback Machine.] (рос.)
11. Як вантажні тролейбуси стали непотрібними[недоступне посилання з травня 2019] на trollchuvby.ru — КТГ-1 і КТГ-2. Йошкар-Ола, 2005 рік (рос.)
12. Петрозаводський тролейбус КТГ-1[недоступне посилання з червня 2019] (рос.)
13. Т/х дизельного двигуна КТГ-1 [Архівовано 28 серпня 2008 у Wayback Machine.] (рос.)